# Żółtkowate zwyrodnienie plamki
Żółtkowate zwyrodnienie plamki, żółtkowata dystrofia plamki (łac. dystrophia maculae vitelliformis) – genetycznie uwarunkowana choroba charakteryzująca się zmianami w obrębie plamki żółtej siatkówki oka, mogąca prowadzić do stopniowej utraty wzroku. Opisane zostało po raz pierwszy w 1905 roku przez niemieckiego okulistę Friedricha Besta jako dziedziczne zwyrodnienie plamki żółtej.

## Patofizjologia i dziedziczenie
Rozróżnia się dwie postacie żółtkowatego zwyrodnienia plamki żółtej:
- postać młodzieńczą, zwaną chorobą Besta (JVMD, od ang. juvenile vitelliform macular dystrophy)
- postać rozpoczynającą się u dorosłych (AVMD, od ang. adult vitelliform macular dystrophy).

Choroba ta charakteryzuje się dziedziczeniem autosomalnym dominującym.

## Objawy
- pogorszenie ostrości wzroku
- niekiedy zniekształcenia obrazu
- W badaniu dna oczu w okolicy plamki żółtej stwierdza się obecność żółtego okrągławego ogniska położonego podsiatkówkowo.

## Badania dodatkowe
- badanie elektrookulograficzne – wynik nieprawidłowy nawet u pacjentów bezobjawowych
- angiografia fluoresceinowa – w zależności od stopnia zaawansowania choroby stwierdza się osłabienie fluorescencji w obrębie zmian żółtkowatych lub jej wzmożenie w obrębie blizny lub ognisk neowaskularyzacji
- koherencyjna tomografia optyczna – wykazuje zmiany w sąsiedztwie warstwy nabłonka barwnikowego siatkówki

## Leczenie
Nie ma specyficznego leczenia. Konieczna jest systematyczna obserwacja.